# Burj 2020
Burj 2020 je mrakodrap, který by měl vyrůst na předměstí Dubaje Uptown district. Mrakodrap měl být vystavěn u příležitosti světové výstavy Expo 2020 v Dubaji. Autorem návrhu je architektonické studio Adrian Smith + Gordon Hill Architecture. Budova by měla být vysoká 711 metrů. U vrcholu se má nacházet vyhlídková plošina, nejvyšší v Dubaji. Mrakodrap by měl být 2. nejvyšším mrakodrapem v Dubaji.

## Architektura
Mrakodrap by měl být celý prosklený. Autorem je architektonicé studio Adrian Smith + Gordon Hill Architecture. Mrakodrap bude také 2. nejvyšším mrakodrapem v Dubaji po Burdž Chalífa.

## Výstavba
První terénní úpravy na místě, kde by měl stát mrakodrap, začaly v roce 2014. Do roku 2020 proběhlo srovnání místa, zasazení několika betonových pilotů a příprava pro stavební stroje. Výstavba samotné budovy měla být zahájena při světové výstavě v roce 2022, dokončena měla být v roce 2028.

## Dostupnost
Mrakodrap by měl být dobře dostupný i díky pozici v Dubajském multikomoditním centru, které je blízko přístavu i letiště Dubaj. Nedaleko od budovy se nachází i Burdž Chalífa nebo Dubai Mall. Vzhledem k pozici v obchodním centru města má být budova snadno dostupná metrem i vlakem.